# Michel Clouscard
Michel Clouscard (Montpinier, departamento de Tarn (Francia), 6 de agosto de 1928 - 21 de febrero de 2009) fue un filósofo y sociólogo marxista francés.

## Sus estudios
Finalizó sus estudios universitarios en Letras y Filosofía con una tesis, sostenida delante de un jurado compuesto de Henri Lefebvre y Jean-Paul Sartre.
Fue, a continuación, profesor de Sociología en la Universidad de Poitiers de 1975 a 1990.

## Sus conceptos "Liberalismo libertario" y "Capitalismo de la seducción" y su Crítica del Mayo del 68
Desde el principio del año 1970, Michel Clouscard acuñó el término "liberalismo libertario".
Según Clouscard, el capitalismo de la seducción con cara liberal libertaria se deriva incluso de la evolución del modo de producción capitalista. Da prueba de un salto cualitativo de las cantidades acumuladas que, en un determinado momento, acceden a una estructura libertaria de la sociedad. Con el «libertarismo» nacido de Mayo de 1968 en Francia, el liberalismo realiza su concepto. Para él, este movimiento aceleró la ruina de los antiguos valores burgueses (ahorro, sobriedad, esfuerzo) instaurando un modelo hedonista y permisivo, una sociedad hecha a medida de los sueños que proporciona el consumo. 
Así, el Sesentayochismo sería para él, precisamente, la comadrona de la nueva sociedad de consumo, incorporando la mitología romántica de la rebelión y la subversión a las estrategias de despliegue capitalista. Presentando como revolucionario un modelo de consumo transgresor que, en el fondo, sólo respondía al arribismo de las nuevas clases medias. Este movimiento no fue para Clouscard tanto un sistema de ideas o de convicciones cuanto un conjunto de predisposiciones psicológicas y anímicas liberadoras de una libido que estimularía precisamente el "mercado del deseo" sobre el reclamo publicitario de los "estilos de vida".
Su principal crítica a Mayo de 1968 en Francia es que es un movimiento que descarta la lucha de clases como algo anacrónico, al tiempo que exalta las nuevas luchas societales para las cuales se diseñan oportunamente y de forma recurrente nuevos kits de mercado.
Para muchos autores el burgués bohemio es heredero de este estilo de vida que viene, precisamente, a multiplicarse en el interior del capitalismo como una casta parasitaria de la clase productora

## Obras
- L'Être et le Code, Éditions Mouton, 1972; reeditado por L'Harmattan en 2004, ISBN  978-2747555302.
- Néo-fascisme et idéologie du désir, 1973. Reedición: Le Castor Astral, 1999; reedición por Delga, 2008, ISBN 978-2-915854-10-7.
- Le Frivole et le Sérieux, Albin Michel, 1978; reedición por Delga, 2010 ISBN 978-2915854206
- Le Capitalisme de la séduction - Critique de la social-démocratie, Éditions sociales 1981; reeditado en Delga, 2006, ISBN  978-2209054572.
- La Bête sauvage, Métamorphose de la société capitaliste et stratégie, Éditions sociales, 1983.
- De la Modernité : Rousseau ou Sartre, Éditions sociales, 1985.
  - reeditado como Critique du libéralisme libertaire, généalogie de la contre-révolution, Éditions Delga, 2005, ISBN 2-915854-01-7.
- Les Dégâts de la pratique libérale ou les métamorphoses de la société française, Nouvelles Éditions du Pavillon, 1987.
- Traité de l'amour fou. Genèse de l'Occident, Scandéditions-Éditions sociales, 1993, ISBN 978-2209068623.
- Les Métamorphoses de la lutte des classes, Le Temps des Cerises, 1996, ISBN  978-2841090716.
- Refondation progressiste face à la contre-révolution libérale, Éditions L'Harmattan, 2003, ISBN 978-2747553070.
- La production de l'«individu », Delga, 2011, ISBN 978-2915854275.